# Гридли (Илиноис)
Гридли (енгл. Gridley) град је у америчкој савезној држави Илиноис.

## Демографија
По попису из 2010. године број становника је 1.432, што је 21 (1,5%) становника више него 2000. године.
| Група             | 2000.         | 2010.         |
| Белци             | 1.374 (97,4%) | 1.377 (96,2%) |
| Афроамериканци    | 4 (0,3%)      | 10 (0,7%)     |
| Азијати           | 7 (0,5%)      | 4 (0,3%)      |
| Хиспаноамериканци | 10 (0,7%)     | 21 (1,5%)     |
| Укупно            | 1.411         | 1.432         |